# Vang, Oppland
Vang là một đô thị tại hạt Oppland, Na Uy. Nó là một phần của khu vực truyền thống của Valdres. Trung tâm hành chính của thành phố là làng "Vang trong Valdres. Các đô thị của Vang được thành lập ngày 01 tháng 1 năm 1838 (xem formannskapsdistrikt).